# Simon IV van Montfort
Simon IV van Montfort, 5e graaf van Leicester (?, 1160 – bij Toulouse, 25 of 28 juni 1218) was een Frans edelman, en de belangrijkste leider in de campagnes tegen de katharen.
Hij was de zoon van Simon (IV) van Montfort, heer van Montfort l'Amaury, een heerlijkheid in Frankrijk vlak bij Parijs. Simon IV volgde zijn vader in 1188 op als baron van Montfort. Hoewel hij eigenlijk de vijfde Simon uit het huis Montfort was, droeg hij als resultaat van verkeerd historisch onderzoek in het verleden het rangnummer IV, aangezien zijn vader lange tijd beschouwd werd als dezelfde persoon als zijn grootvader Simon III van Montfort. In 1190 trouwde hij Alix de Montmorency, de dochter van Bouchard V de Montmorency.
Toen hij in 1199 tijdens een toernooi in Ecry-sur-Aisne over de kruistochten hoorde prediken besloot hij het kruis op te nemen en deel te nemen aan de Vierde Kruistocht. Daar was hij betrokken bij de inname van Zadar, een plaats aan de Adriatische Zee. Ondanks beloftes van Simon aan de bevolking van Zadar dat de stad niet geplunderd zou worden werd de stad toch door de Venetianen aangevallen en geplunderd. In 1202 vertrok hij daarom teleurgesteld terug naar Frankrijk.
Zijn moeder was de dochter van Robert de Beaumont, 3e graaf van Leicester. Na zijn dood en de dood van de broer van zijn moeder, Robert de Beaumont, 4e graaf van Leicester, erfde Simon IV de titel Graaf van Leicester, en daarmee uitgestrekte bezittingen in Engeland. Simon bleef echter op zijn landerijen in Frankrijk waar hij in 1209 tot kapitein-generaal van de Franse troepen werd bevorderd.
Vanwege zijn geloofsijver en moed koos paus Innocentius III Simon de Montfort uit als aanvoerder van de campagnes tegen de katharen in Zuid-Frankrijk, ook wel de Albigenzische Kruistocht genoemd. Andere edelen hadden voor de eer bedankt Raymond Roger Trencavel als burggraaf op te volgen uit angst voor een jaloerse reactie van de Franse koning Philippe Auguste. Met zijn bescheiden bezit in het noorden werd Simon als een veilige keuze beschouwd. Daar werd hij berucht door zijn extreme wreedheden. Hij moordde hele steden en dorpen uit en schuwde geen enkel middel om zijn doel te bereiken. In 1210 vermoordde hij honderdveertig katharen in het dorpje Minerve omdat ze weigerden hun geloof op te geven. In 1211 verbrandde hij in Lavaur vierhonderd kathaarse parfaits en liet hij de plaatselijke heer Aimery van Montréal en tachtig ridders ophangen en diens zuster Geralda op de bodem van een put stenigen. Dezelfde maand werden er buiten het stadje Les Cassès vijftig tot honderd parfaits tot de brandstapel veroordeeld. In 1213 versloeg hij Peter II van Aragón in de slag bij Muret waarna de katharen verslagen waren, maar Simon zette zijn campagne voort als een veroveringsoorlog. Uiteindelijk werd hij heer over alle op Raymond VI van Toulouse en de hertog van Narbonne veroverde gebieden.
Op het Vierde Lateraans Concilie (1215) werd Simon de Montfort officieel uitgeroepen tot de nieuwe graaf van Toulouse, een titel die ditmaal zelfs door de Franse koning Filips II van Frankrijk werd erkend.
Tijdens schermutselingen tussen de troepen van Simon en van Raymond VII van Toulouse in 1218 werd Simon bij het beleg van Toulouse gedood door een steen uit een blijde (pierrière) die, zoals de traditie gaat, bediend werd door de meisjes en vrouwen van Toulouse. Hij werd begraven in de kathedraal van Saint-Nazaire in Carcassonne.
Zijn zoon en opvolger, Amalrik VI kon de veroveringen van 1214 niet vasthouden. De graaf van Toulouse herstelde zijn gezag over zijn gebieden. In Leicester werd hij opgevolgd door zijn zoon Simon.

## Voorouders
| Voorouders van Simon IV van Montfort (1160-1218) | Voorouders van Simon IV van Montfort (1160-1218)          | Voorouders van Simon IV van Montfort (1160-1218)          | Voorouders van Simon IV van Montfort (1160-1218)         | Voorouders van Simon IV van Montfort (1160-1218)         | Voorouders van Simon IV van Montfort (1160-1218)                   | Voorouders van Simon IV van Montfort (1160-1218)                   | Voorouders van Simon IV van Montfort (1160-1218)                   | Voorouders van Simon IV van Montfort (1160-1218)                   |
| ------------------------------------------------ | --------------------------------------------------------- | --------------------------------------------------------- | -------------------------------------------------------- | -------------------------------------------------------- | ------------------------------------------------------------------ | ------------------------------------------------------------------ | ------------------------------------------------------------------ | ------------------------------------------------------------------ |
| Overgrootouders                                  | Amalrik III van Montfort (-1137) ∞ Agnes van Garlande (-) | Amalrik III van Montfort (-1137) ∞ Agnes van Garlande (-) | ? (-) ∞ ? (-)                                            | ? (-) ∞ ? (-)                                            | Robert de Beaumont (1104-1168) ∞ Amice de Montfort (-1141)         | Robert de Beaumont (1104-1168) ∞ Amice de Montfort (-1141)         | William de Grandmesnil (-) ∞ ? (-)                                 | William de Grandmesnil (-) ∞ ? (-)                                 |
| Grootouders                                      | Simon III van Montfort (-1181) ∞ Mathilde (-)             | Simon III van Montfort (-1181) ∞ Mathilde (-)             | Simon III van Montfort (-1181) ∞ Mathilde (-)            | Simon III van Montfort (-1181) ∞ Mathilde (-)            | Robert de Beaumont (-1190) ∞ Petronilla de Grandmesnil (1145-1212) | Robert de Beaumont (-1190) ∞ Petronilla de Grandmesnil (1145-1212) | Robert de Beaumont (-1190) ∞ Petronilla de Grandmesnil (1145-1212) | Robert de Beaumont (-1190) ∞ Petronilla de Grandmesnil (1145-1212) |
| Ouders                                           | Simon van Montfort (-1188) ∞ IAmicia de Beaumont (-1215)  | Simon van Montfort (-1188) ∞ IAmicia de Beaumont (-1215)  | Simon van Montfort (-1188) ∞ IAmicia de Beaumont (-1215) | Simon van Montfort (-1188) ∞ IAmicia de Beaumont (-1215) | Simon van Montfort (-1188) ∞ IAmicia de Beaumont (-1215)           | Simon van Montfort (-1188) ∞ IAmicia de Beaumont (-1215)           | Simon van Montfort (-1188) ∞ IAmicia de Beaumont (-1215)           | Simon van Montfort (-1188) ∞ IAmicia de Beaumont (-1215)           |